# Административное деление Донецкой губернии на 16 декабря 1920 года

## Донецкая губерния. 16 декабря 1920 года
Делилась на уезды и волости
- общее число уездов — 11
- общее число волостей — 304
- центр — город Бахмут
- вновь созданы:

1. Бахмутский уезд (из части Енакиевского района)

- упразднены:

1. Алчевский район
2. Каменский район
3. Лисичанский район

- переименованы:

1. Александро-Грушевский район в Шахтный уезд

- список уездов:

1. Бахмутский
2. Боково-Хрустальненский
3. Гришинский
4. Енакиевский
5. Луганский
6. Мариупольский
7. Славянский
8. Старобельский
9. Таганрогский
10. Шахтный
11. Юзовский

### Бахмутский уезд
- Образован из Лисичанского района и части Енакиевского района (4 волости из 14: Бахмутская, Звановская, Покровская, Сантуриновская)
- Общее число волостей — 17
- Центр уезда — Бахмут
- Список волостей:

1. Бахмутская
2. Боровая
3. Боровенская (Боровеньская)
4. Вержинская (Верхнянская)
5. Голубовско-Михайловская
6. Горско-Ивановская
7. Звановская
8. Камышевахская
9. Крещинская (Кременная)
10. Лисичанская
11. Муратовская
12. Нижнянская
13. Николаевская
14. Покровская
15. Сантуриновская
16. Селяновская (Смоляниновская)
17. Терновская

### Боково-Хрустальненский уезд
- Общее число волостей — 34
- Центр уезда — Боково-Хрустальненское
- вновь созданы (или вошли в состав):

1. Александровская волость
2. Тарасовская волость
3. Угненская волость

- Список волостей:

1. Александровская
2. Андреевская
3. Бобриковская
4. Боково-Платоновская
5. Голодаевская
6. Грабовская («Гробенская»)
7. Дарьевская
8. Дмитриевская
9. Дьяковская
10. Есауловская
11. Ивановская
12. Каменно-Тузловская
13. Каменская
14. Картушинская (Картушанская)
15. Краснокутская
16. Краснянская
17. Криндачёвская
18. Лысогорская
19. Мариновская (Маринская)
20. Миллеровская
21. Нагольно-Тарасовская
22. Ново-Павловская
23. Павловская
24. Петро-Красносельская
25. Петропавловская
26. Ребриковская
27. Ровенецкая
28. Степановская
29. Тарасовская
30. Угненская
31. Фащевская
32. Чистяковская
33. Шараповская
34. Штеровская

### Гришинский уезд
- Общее число волостей — 22
- Центр уезда — Гришино
- упразднены (либо вышли из состава):

1. Андреевская-2 волость
2. Кастарско-Алексеевская волость

- переименованы:

1. Андреевская-1 волость в Андреевскую

- Список волостей:

1. Андреевская
2. Архангельская
3. Богатырская
4. Богоявленская
5. Больше-Янисольская
6. Времьевская
7. Гришинская
8. Гродовская
9. Елизаветовская
10. Комарская
11. Константинопольская волость
12. Криворожская
13. Майорская
14. Никольская («Николаевская»)
15. Ново-Экономическая («Новоэкономическая»)
16. Павловская волость
17. Петровская волость
18. Селидовская
19. Сергеевская
20. Святогорская
21. Старо-Керменчикская
22. Улаклыцкая

### Енакиевский уезд
- Общее число волостей — 10
- Центр уезда — Енакиево
- упразднены (либо вышли из состава):

1. Бахмутская волость (в Бахмутский уезд)
2. Звановская волость (в Бахмутский уезд)
3. Покровская волость (в Бахмутский уезд)
4. Сантуриновская волость (в Бахмутский уезд)

- Список волостей:

1. Алексеево-Орловская
2. Государево-Байракская
3. Еленовская
4. Железнянская
5. Зайцевская
6. Корсунская
7. Луганская
8. Ольховатская
9. Чернухинская
10. Щербиновская

### Луганский уезд
- Образован объединением Луганского и Алчевского районов
- Общее число волостей — 42
- Центр уезда — город Луганск
- вновь созданы (или вошли в состав):

1. Андрианопольская волость (из Алчевского района)
2. Анненская волость (из Алчевского района)
3. Васильевская волость (из Алчевского района)
4. Городищенская волость (из Алчевского района)
5. Еленовская волость (из Алчевского района)
6. Иллирийская волость (из Алчевского района)
7. Калиновская волость (из Алчевского района)
8. Криничанско-Николаевская волость (из Алчевского района)
9. Лозово-Павловская волость (из Алчевского района)
10. Мало-Ивановская волость (из Алчевского района)
11. Михайловская волость (из Алчевского района)
12. Петро-Голенищевская волость (из Алчевского района)
13. Сентяновская волость (из Алчевского района)
14. Троицкая волость (из Алчевского района)

- Список волостей:

1. Андрианопольская
2. Александровская
3. Анненская
4. Беловская
5. Больше-Черниговская
6. Васильевская
7. Вергунская
8. Веселогорская
9. Георгиевская
10. Городищенская
11. Гундоровская
12. Давидо-Николаевская (Давидо-Никольская)
13. Еленовская
14. Желтянская
15. Иллирийская
16. Калиновская
17. Каменно-Бродская
18. Криничанско-Николаевская
19. Крымская
20. Лозово-Павловская
21. Луганская
22. Макаро-Яровская
23. Мало-Ивановская
24. Михайловская
25. Николаевская
26. Ново-Александровская
27. Ново-Светаевская (Ново-Светловская)
28. Ольховская (Ореховская)
29. Первозвановская
30. Петро-Голенищевская
31. Петропавловская
32. Сентяновская
33. Славяносербская
34. Сокольницкая
35. Сорокинская
36. Старо-Айдарская
37. Трёхизбенская
38. Троицкая
39. Успенская
40. Хорошинская
41. Церковенская
42. Черкасская

### Мариупольский уезд
- Общее число волостей — 41
- Центр уезд — город Мариуполь
- упразднены (либо вышли из состава):

1. Петровская волость

- Список волостей:

1. Александро-Невская
2. Анадольская
3. Апостоловская
4. Архангельская
5. Богославская
6. Дмитриевская
7. Затишненская
8. Захарьевская
9. Зеленопольская
10. Златоустовская
11. Игнатьевская
12. Каранская
13. Крестовская
14. Ласпинская
15. Мало-Янисольская
16. Мангушская
17. Мариупольский Порт
18. Николаевская (Никольская)
19. Ново-Алексеевская
20. Ново-Игнатьевская
21. Ново-Каракубская
22. Ново-Каранская
23. Ново-Петриковская
24. Ново-Спасовская
25. Ново-Успенская
26. Павловская (Павлопольская)
27. Петропавловская
28. Покровская
29. Романовская
30. Сартанская
31. Святодуховская
32. Сретенская
33. Старо-Дубовская
34. Старо-Крымская
35. Талаковская
36. Темрюкская (Темрюковская)
37. Урзуфская
38. Фёдоровская
39. Чердаклыцкая
40. Чермалыкская
41. Ялтинская

### Славянский уезд
- Общее число волостей — 20
- Центр уезда — город Славянск
- Список волостей:

1. Александровская
2. Белянская
3. Богородичанская
4. Боровенская (Боровеньская)
5. Гавриловская
6. Даниловская
7. пос. Дружковский (пос. Дружковка)
8. Закотнянская
9. Золотоколодезная
10. Курульская
11. Лиманская
12. Михайловская
13. Некременская
14. Николаевская
15. Никольская
16. Прелестненская
17. Сергеевская
18. Славянская
19. Черкасская
20. Шандриголовская

### Старобельский уезд
- Общее число волостей — 33
- Центр уезда — город Старобельск
- Список волостей:

1. Александровская
2. Алексеевская
3. Барановская (Бараниковская)
4. Беловодская
5. Белокуракинская
6. Белолуцкая
7. Воеводская
8. Городищенская
9. Евсугская
10. Зориковская
11. Каменская
12. Колядовская
13. Кризская
14. Курячевская
15. Литвиновская
16. Мариновская (Марковская)
17. Мостки
18. Никольская
19. Ново-Айдарская
20. Ново-Астраханская
21. Ново-Белянская
22. Ново-Боровская
23. Ново-Россошанская
24. Осиновская
25. Павловская
26. Пантюхиновская
27. Пески
28. Просяновская
29. Старобельская
30. Стрельцовская
31. Танюшевская
32. Тимоновская
33. Штормовская
34. Шульгиновская

### Таганрогский уезд
- Общее число волостей — 40
- Центр уезда — город Таганрог
- Список волостей:

1. Аграфеновская
2. Александровская
3. Алексеевская
4. Амвросиевская
5. Анастасиевская
6. Артёмовская
7. Белояровская
8. Больше-Кирсановская
9. Больше-Крепинская
10. Большемешковская
11. Вареновская
12. Васильевская
13. Веселовознесенская
14. Генеральский Мост
15. Екатерининская
16. Елизавето-Николаевская
17. Ефремовская
18. Каршено-Анненская
19. Коньковская
20. Лакедемоновская
21. Латоновская
22. Мало-Кирсановская
23. Матвеево-Курганская
24. Милости-Куракинская
25. Мокро-Еланчикская
26. Мыс-Добронадеждинская
27. Николаевская
28. Ново-Николаевская
29. Носовская
30. Петровская
31. Покрово-Киреевская
32. Покровская
33. Преображенская
34. Ряженская
35. Сарматская
36. Советинская
37. Троицкая
38. Успенская
39. Фёдоровская
40. Хрещатинская

### Шахтный уезд
Из большей части Александро-Грушевского района (10 волостей из 11: без Криничанской волости) и большей части Каменского района (6 волостей из 7: без Каменской волости)
- Общее число волостей — 16
- Центр уезда — Александро-Грушевск
- вновь созданы (либо вошли в состав):

1. Волчанская волость (из Каменского района)
2. Глубокинская волость (из Каменского района)
3. Голово-Калитвенская волость (из Каменского района)
4. Калитвенская волость (из Каменского района)
5. Карпово-Обрывская волость (из Каменского района)
6. Усть-Белокалитвенская волость (из Каменского района)

- упразднены (либо вышли из состава):

1. Криничанская волость

- Список волостей:

1. Астаховская
2. Больше-Фёдоровская
3. Бондаревская
4. Верхнее-Кундрюченская (Верхне-Кундрачинская)
5. Волчанская
6. Глубокинская
7. Голово-Калитвенская
8. Екатерининская
9. Исаево-Крепинская
10. Калитвенская
11. Карпово-Обрывская
12. Лиховская
13. Радионово-Несветайская
14. Сидоро-Кадамовская (Сидоро-Кодамовская)
15. Сулинская (Сулиновская)
16. Усть-Белокалитвенская

### Юзовский уезд
- Общее число волостей — 29
- Центр уезда — Юзовка
- переименованы:

1. Андреевская волость в Ново-Андреевскую волость
2. Больше-Каракубская волость в Каракубскую волость

- Список волостей:

1. Авдеевская
2. Александрийская
3. Бешевская
4. Благодатовская
5. Волновахская
6. Галициновская
7. Григорьевская
8. Грузско-Ломовская
9. Еленовская
10. Зуевская
11. Ивановская
12. Калино-Зеленопольская
13. Каракубская
14. Красногорская (Красногоровская)
15. Макеевская
16. Марьинская
17. Михайловская
18. Нижне-Крынская
19. Николаевская
20. Ново-Андреевская
21. Ново-Троицкая
22. Ольгинская
23. Платоновская
24. Старо-Михайловская
25. Степано-Крынская
26. Стыльская
27. Троицко-Харцызская
28. Харцызская
29. Ясиноватская